# Heather Watson
Ne pas confondre avec : Lillian Watson, Maud Watson et Phoebe Watson, également joueuses de tennis.
Pour les articles homonymes, voir Watson.

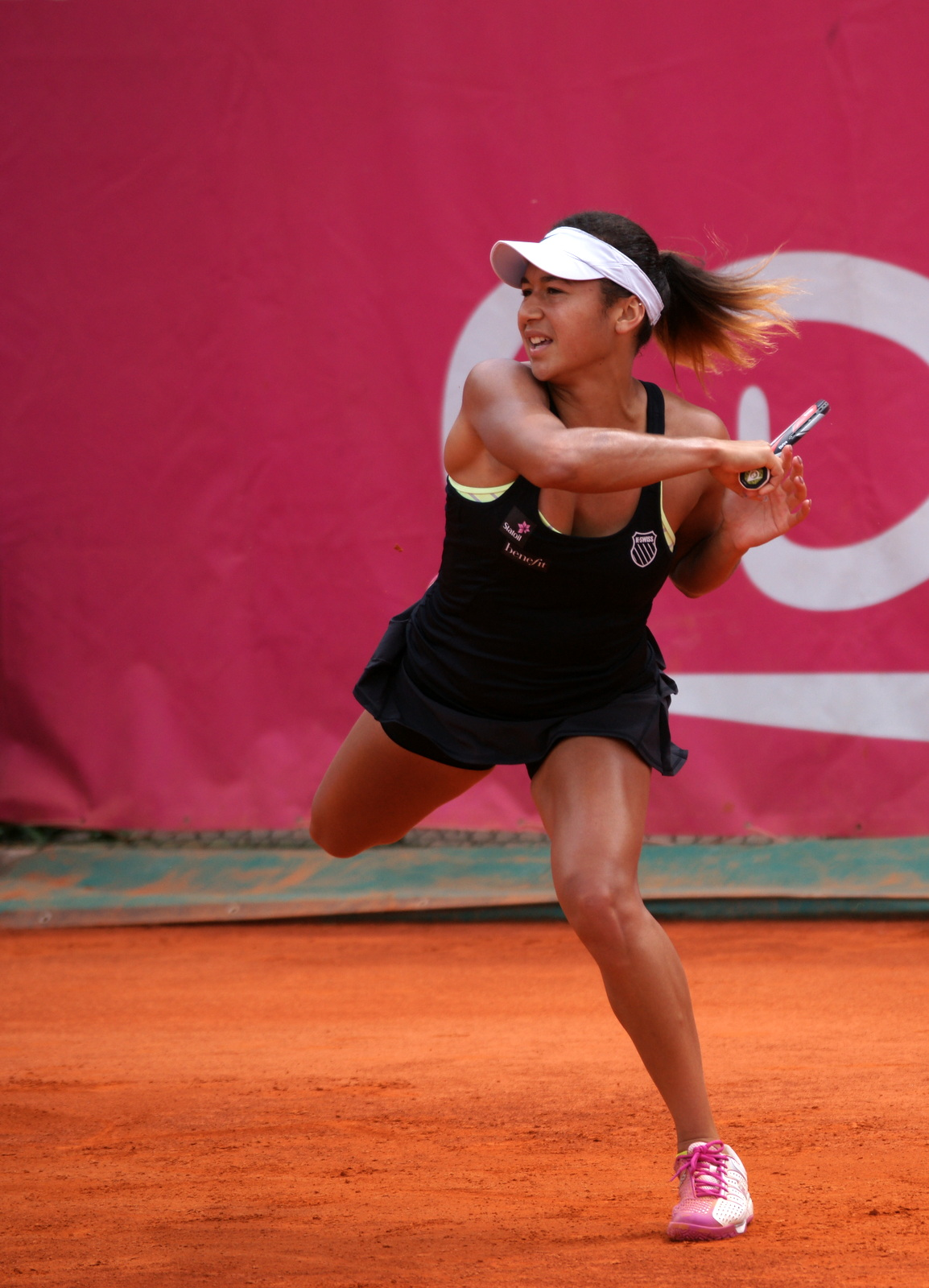
Heather Watson à l'Open de Cagnes-sur-Mer en 2014.

Heather  Watson, née le 19 mai 1992 à Saint-Pierre-Port (Guernesey), est une joueuse de tennis britannique, professionnelle depuis 2010.
Elle a remporté quatre titres en simple sur le circuit WTA, ainsi que quatre titres en double dames. Elle s'est également imposée dans sept tournois ITF.
En 2016, elle devient championne du tournoi de Wimbledon en double mixte, associée au Finlandais Henri Kontinen, et atteint une seconde finale dans ce même tournoi en 2017.
En 2012, lors du tournoi d'Osaka, elle est la première Britannique depuis 1988 à remporter un titre en simple dames sur le circuit professionnel féminin.

## Carrière
Fille de Ian Watson et de Michelle Watson, une Britannique d'origine papoue, Heather commence le tennis à l'âge de sept ans, avant d'intégrer la célèbre académie de Nick Bollettieri cinq ans plus tard.
En 2006, elle remporte le championnat britannique des moins de quatorze ans, puis celui des moins de seize ans l'année suivante, et atteint les demi-finales des moins de dix-huit ans en 2008.
Au mois d'octobre 2008, Watson représente Guernesey et remporte la médaille d'or lors des Jeux du Commonwealth de la jeunesse, à Pune, en Inde.
L'année suivante, elle se distingue une nouvelle fois en remportant l'US Open junior. Quelques mois plus tôt, en double filles, elle atteint la finale des Internationaux de France junior, associée à Tímea Babos et atteint le rang de numéro trois mondiale en junior. C'est en 2010 qu'elle passe professionnelle.
Lors du tournoi de Roland-Garros, en 2011, Watson sort victorieuse des qualifications, et accède au second tour de la compétition en battant la française Stéphanie Foretz Gacon. Aucune joueuse britannique n'avait passé le premier tour de ce tournoi depuis Clare Wood en 1994.
En 2012 à Osaka, elle crée l’événement en devenant la première joueuse britannique à décrocher un titre en simple dames sur le circuit WTA depuis Sara Gomer, en 1988 à Aptos. Devenue, à la suite de cet exploit, numéro un Britannique, elle remporte début 2015 un second titre à Hobart, dominant la taïwanaise Chang Kai-chen après avoir sauvé deux balles de match, et un troisième en 2016 à Monterrey, évinçant cette fois la Belge Kirsten Flipkens sur le score de 3-6, 6-2, 6-3.
En 2015, Heather Watson se fait remarquer par le grand public en poussant Serena Williams aux trois sets, au troisième tour du tournoi de Wimbledon, avant de s'incliner finalement sur le score de 6-2, 4-6, 7-5, au terme d'une rencontre qualifiée d'haletante, après avoir été à deux points de la victoire.
En 2014, elle avait atteint les demi-finales du tournoi d'Eastbourne, sur gazon, devenant là encore la première joueuse britannique à atteindre ce stade de la compétition depuis 1982, et réédite cet exploit en 2017, où elle sera battue par la Danoise Caroline Wozniacki sur le score serré de 6-2, 3-6, 7-5. En 2018, c'est à Québec que la Britannique atteint le dernier carré, échouant de peu aux portes de la finale face à Pauline Parmentier (5-7, 6-3, 7-6). Cette même année, elle se qualifie à nouveau pour la demi-finale du tournoi de Hobart, concédée à Elise Mertens, ayant dominé Donna Vekić au tour précédent (6-0, 6-4).
Son meilleur résultat en 2019 est une finale au tournoi de Tianjin, concédée à la Suédoise Rebecca Peterson (6-4, 6-4), ainsi qu'une demi-finale conquise au tournoi de New Haven quelques semaines plus tôt, et perdue face à l'Américaine Usue Maitane Arconada sur le score de 6-3, 5-7, 6-0. Cette même année, Watson fera part dans les médias d'insultes racistes dont elle aurait été la cible durant l'édition de Wimbledon.
C'est en 2020 que la Britannique renoue avec le succès. Alors classée 69ème joueuse mondiale, elle s'impose au terme du tournoi d'Acapulco face à Leylah Fernandez (6-4, 6-7, 6-1), mettant ainsi fin à quatre ans de disette . 
En 2022, à Wimbledon, elle atteint pour la première fois de sa carrière les huitièmes de finale, battant Tamara Korpatsch, Wang Qiang, puis Kaja Juvan, alors qu'elle est classée hors du Top 100. Elle est éliminée par la jeune Jule Niemeier, dont c'est le premier Wimbledon en deux manches (2-6, 4-6). 
En double dames, elle a conquis quatre titres WTA, à Stanford et Dallas en 2012, à Bakou en 2014, et à Acapulco en 2018.

## Style de jeu
Heather Watson est une contreuse qui pallie un manque certain de puissance par le biais d'un tennis tactique et relativement complet. Disposant d'un exceptionnel jeu de jambes et d'une couverture du terrain qui lui confère une excellente défense de sa ligne de base, elle s'appuie également sur un placement remarquable ainsi que sur une très bonne qualité de frappe de balle. 
Usant de nombreux effets, tels que le lift et le slice (en coup droit et revers), elle est également capable de temporiser les échanges pour asséner des attaques agressives en fond de court, prenant la balle avec précocité et variant ses angles avec aisance ; ou à la volée, où elle fait preuve d'audace et d'adresse. Disposant d'une main de qualité, elle peut tenter occasionnellement des amorties inspirées. 
Elle demeure en revanche particulièrement friable face à de bonnes défenseuses qui la poussent à prendre l'initiative, provoquant ainsi beaucoup de déchets dans son jeu. Son service, quoique irrégulier, est percutant et d'une certaine précision, et ses relances demeurent incisives, particulièrement en retour de second service. Ces caractéristiques font de la Britannique une joueuse tenace et difficile à battre, livrant systématiquement des matchs engagés et mentalement âpres pour ses adversaires.

## Palmarès

### Titres en simple dames
| No | Date       | Nom et lieu du tournoi       | Catégorie | Dotation  | Surface    | Finaliste        | Score          |          |
| -- | ---------- | ---------------------------- | --------- | --------- | ---------- | ---------------- | -------------- | -------- |
| 1  | 08-10-2012 | Japan Women's Open, Osaka    | Intern'l  | 220 000 $ | Dur (ext.) | Chang Kai-chen   | 7-5, 5-7, 7-64 | Parcours |
| 2  | 11-01-2015 | Hobart International, Hobart | Intern'l  | 250 000 $ | Dur (ext.) | Madison Brengle  | 6-3, 6-4       | Parcours |
| 3  | 29-02-2016 | Abierto Monterrey, Monterrey | Intern'l  | 250 000 $ | Dur (ext.) | Kirsten Flipkens | 3-6, 6-2, 6-3  | Parcours |
| 4  | 24-02-2020 | Abierto Mexicano, Acapulco   | Intern'l  | 251 750 $ | Dur (ext.) | Leylah Fernandez | 6-4, 6-78, 6-1 | Parcours |

### Finale en simple dames
| No | Date       | Nom et lieu du tournoi | Catégorie | Dotation  | Surface    | Vainqueure       | Score    |          |
| -- | ---------- | ---------------------- | --------- | --------- | ---------- | ---------------- | -------- | -------- |
| 1  | 07-10-2019 | Tianjin Open, Tianjin  | Intern'l  | 426 750 $ | Dur (ext.) | Rebecca Peterson | 6-4, 6-4 | Parcours |

### Titres en double dames
| No | Date       | Nom et lieu du tournoi            | Catégorie | Dotation  | Surface      | Partenaire       | Finalistes                           | Score            |          |
| -- | ---------- | --------------------------------- | --------- | --------- | ------------ | ---------------- | ------------------------------------ | ---------------- | -------- |
| 1  | 09-07-2012 | Bank of the West Classic Stanford | Premier   | 740 000 $ | Dur (ext.)   | Marina Erakovic  | Jarmila Gajdošová Vania King         | 7-5, 7-67        | Parcours |
| 2  | 19-08-2012 | Texas Tennis Open Dallas          | Intern'l  | 220 000 $ | Dur (ext.)   | Marina Erakovic  | Līga Dekmeijere Irina Falconi        | 6-3, 6-0         | Parcours |
| 3  | 21-07-2014 | Baku Cup Bakou                    | Intern'l  | 250 000 $ | Dur (ext.)   | Alexandra Panova | Raluca Olaru Shahar Peer             | 6-2, 7-63        | Parcours |
| 4  | 26-02-2018 | Abierto Mexicano Acapulco         | Intern'l  | 250 000 $ | Dur (ext.)   | Tatjana Maria    | Kaitlyn Christian Sabrina Santamaria | 7-5, 2-6, [10-2] | Parcours |
| 5  | 24-07-2023 | BNP Paribas Poland Open Varsovie  | WTA 250   | 259 303 $ | Terre (ext.) | Yanina Wickmayer | Weronika Falkowska Katarzyna Piter   | 6-4, 6-4         | Parcours |

### Finales en double dames
| No | Date       | Nom et lieu du tournoi                  | Catégorie | Dotation    | Surface         | Vainqueures                          | Partenaire         | Score              |          |
| -- | ---------- | --------------------------------------- | --------- | ----------- | --------------- | ------------------------------------ | ------------------ | ------------------ | -------- |
| 1  | 10-09-2012 | Challenge Bell Québec                   | Intern'l  | 220 000 $   | Moquette (int.) | Tatjana Malek Kristina Mladenovic    | Alicja Rosolska    | 7-65, 6-76, [10-7] | Parcours |
| 2  | 08-10-2012 | Japan Women's Open Osaka                | Intern'l  | 220 000 $   | Dur (ext.)      | Raquel Kops-Jones Abigail Spears     | Kimiko Date-Krumm  | 6-1, 6-4           | Parcours |
| 3  | 10-10-2016 | Hong Kong Open Hong Kong                | Intern'l  | 250 000 $   | Dur (ext.)      | Chan Hao-ching Chan Yung-jan         | Naomi Broady       | 6-3, 6-1           | Parcours |
| 4  | 11-06-2018 | Nature Valley Open Nottingham           | Intern'l  | 226 750 $   | Gazon (ext.)    | Abigail Spears Alicja Rosolska       | Mihaela Buzărnescu | 6-3, 7-65          | Parcours |
| 5  | 18-02-2019 | Hungarian Ladies Open Budapest          | Intern'l  | 226 750 $   | Dur (int.)      | Ekaterina Alexandrova Vera Zvonareva | Fanny Stollár      | 6-4, 4-6, [10-7]   | Parcours |
| 6  | 15-03-2021 | Abierto GNP Seguros Monterrey           | WTA 250   | 235 238 $   | Dur (ext.)      | Caroline Dolehide Asia Muhammad      | Zheng Saisai       | 6-2, 6-3           | Parcours |
| 7  | 12-06-2023 | Rothesay Open Nottingham Nottingham     | WTA 250   | 259 303 $   | Gazon (ext.)    | Ulrikke Eikeri Ingrid Neel           | Harriet Dart       | 7-66, 5-7, [10-8]  | Parcours |
| 8  | 01-01-2024 | Brisbane International by Evie Brisbane | WTA 500   | 1 736 763 $ | Dur (ext.)      | Lyudmyla Kichenok Jeļena Ostapenko   | Greet Minnen       | 7-5, 6-2           | Parcours |
| 9  | 05-02-2024 | Mubadala Abu Dhabi Open Abou Dabi       | WTA 500   | 922 573 $   | Dur (ext.)      | Sofia Kenin Bethanie Mattek-Sands    | Linda Nosková      | 6-4, 7-64          | Parcours |

### Titre en double mixte
| No | Date       | Nom et lieu du tournoi      | Catégorie | Dotation       | Surface      | Partenaire     | Finalistes                       | Score     |          |
| -- | ---------- | --------------------------- | --------- | -------------- | ------------ | -------------- | -------------------------------- | --------- | -------- |
| 1  | 01-07-2016 | The Championships Wimbledon | G. Chelem | 13 163 000 £ $ | Gazon (ext.) | Henri Kontinen | Anna-Lena Grönefeld Robert Farah | 7-65, 6-4 | Parcours |

### Finale en double mixte
| No | Date       | Nom et lieu du tournoi      | Catégorie | Dotation       | Surface      | Vainqueures                 | Partenaire     | Score    |          |
| -- | ---------- | --------------------------- | --------- | -------------- | ------------ | --------------------------- | -------------- | -------- | -------- |
| 1  | 07-07-2017 | The Championships Wimbledon | G. Chelem | 14 840 000 £ $ | Gazon (ext.) | Martina Hingis Jamie Murray | Henri Kontinen | 6-4, 6-4 | Parcours |

### Finales en double en WTA 125
| No | Date       | Nom et lieu du tournoi                 | Catégorie | Dotation  | Surface    | Vainqueures                           | Partenaire         | Score     |          |
| -- | ---------- | -------------------------------------- | --------- | --------- | ---------- | ------------------------------------- | ------------------ | --------- | -------- |
| 1  | 23-10-2023 | Abierto Tampico Tampico                | WTA 125   | 115 000 $ | Dur (ext.) | Kamilla Rakhimova Anastasia Tikhonova | Sabrina Santamaria | 7-65, 6-2 | Parcours |
| 2  | 27-11-2023 | Crèdit Andorrà Open Andorre-la-Vieille | WTA 125   | 115 000 $ | Dur (int.) | Erika Andreeva Céline Naef            | Timea Babos        | 6-2, 6-1  | Parcours |

## Parcours en Grand Chelem

### En simple dames
| Année | Open d'Australie | Open d'Australie    | Internationaux de France | Internationaux de France | Wimbledon       | Wimbledon           | US Open         | US Open               |
| ----- | ---------------- | ------------------- | ------------------------ | ------------------------ | --------------- | ------------------- | --------------- | --------------------- |
| 2010  | —                | —                   | —                        | —                        | 1er tour (1/64) | Romina Oprandi      | Q1              | L. Domínguez Lino     |
| 2011  | Q1               | Lesia Tsurenko      | 2e tour (1/32)           | Kaia Kanepi              | 1er tour (1/64) | Mathilde Johansson  | 1er tour (1/64) | Maria Sharapova       |
| 2012  | 1er tour (1/64)  | Victoria Azarenka   | 2e tour (1/32)           | Julia Görges             | 3e tour (1/16)  | Agnieszka Radwańska | 1er tour (1/64) | Li Na                 |
| 2013  | 3e tour (1/16)   | Agnieszka Radwańska | 1er tour (1/64)          | Stefanie Vögele          | 1er tour (1/64) | Madison Keys        | 1er tour (1/64) | Simona Halep          |
| 2014  | 1er tour (1/64)  | Daniela Hantuchová  | 2e tour (1/32)           | Simona Halep             | 2e tour (1/32)  | Angelique Kerber    | 1er tour (1/64) | Sorana Cîrstea        |
| 2015  | 1er tour (1/64)  | Tsvetana Pironkova  | 2e tour (1/32)           | Sloane Stephens          | 3e tour (1/16)  | Serena Williams     | 1er tour (1/64) | Lauren Davis          |
| 2016  | 1er tour (1/64)  | Tímea Babos         | 2e tour (1/32)           | Svetlana Kuznetsova      | 1er tour (1/64) | Annika Beck         | 1er tour (1/64) | Richèl Hogenkamp      |
| 2017  | 2e tour (1/32)   | Jennifer Brady      | Q3                       | Richèl Hogenkamp         | 3e tour (1/16)  | Victoria Azarenka   | 1er tour (1/64) | Alizé Cornet          |
| 2018  | 1er tour (1/64)  | Yulia Putintseva    | 2e tour (1/32)           | Elise Mertens            | 1er tour (1/64) | Kirsten Flipkens    | 1er tour (1/64) | Ekaterina Makarova    |
| 2019  | 1er tour (1/64)  | Petra Martić        | Q2                       | V. Grammatikopoúlou      | 2e tour (1/32)  | Anett Kontaveit     | Q1              | Mariam Bolkvadze      |
| 2020  | 2e tour (1/32)   | Elise Mertens       | 1er tour (1/64)          | Fiona Ferro              | Annulé          | Annulé              | 1er tour (1/64) | Johanna Konta         |
| 2021  | 2e tour (1/32)   | Anett Kontaveit     | 1er tour (1/64)          | Zarina Diyas             | 1er tour (1/64) | Kristie Ahn         | 1er tour (1/64) | Kaja Juvan            |
| 2022  | 2e tour (1/32)   | Tamara Zidanšek     | 1er tour (1/64)          | Elsa Jacquemot           | 1/8 de finale   | Jule Niemeier       | Q3              | Sára Bejlek           |
| 2023  | Q1               | Aliona Bolsova      | Q1                       | Olga Danilović           | 1er tour (1/64) | Barbora Krejčíková  | Q1              | Dayana Yastremska     |
| 2024  | Q1               | Lulu Sun            | Q1                       | Antonia Ružić            | 1er tour (1/64) | Greet Minnen        | Q2              | Aliaksandra Sasnovich |
| 2025  | Q2               | Varvara Lepchenko   | Q1                       | Daria Saville            | 1er tour (1/64) | Clara Tauson        | Q1              | Ekaterine Gorgodze    |

N.B. : à droite du résultat se trouve le nom de l'ultime adversaire.

### En double dames
N.B. : le nom de la partenaire se trouve sous le résultat ; les noms des ultimes adversaires se trouvent à droite.

### En double mixte
| Année | Open d'Australie                                                                   | Open d'Australie                                                                   | Internationaux de France                                                             | Internationaux de France                                                     | Wimbledon                                                                            | Wimbledon               | US Open                                                                              | US Open |
| ----- | ---------------------------------------------------------------------------------- | ---------------------------------------------------------------------------------- | ------------------------------------------------------------------------------------ | ---------------------------------------------------------------------------- | ------------------------------------------------------------------------------------ | ----------------------- | ------------------------------------------------------------------------------------ | ------- |
| 2011  | —                                                                                  | —                                                                                  | —                                                                                    | —                                                                            | 2e tour (1/16) R. Hutchins \|\| style="text-align:left;" \| K. Srebotnik N. Zimonjić | —                       | —                                                                                    |         |
| 2012  | —                                                                                  | —                                                                                  | —                                                                                    | —                                                                            | 2e tour (1/16) R. Hutchins \|\| style="text-align:left;" \| K. Srebotnik N. Zimonjić | —                       | —                                                                                    |         |
| 2013  | —                                                                                  | —                                                                                  | 1er tour (1/16) J. Marray \|\| style="text-align:left;" \| A. Lim J. Chardy          | 2e tour (1/16) J. Marray \|\| style="text-align:left;" \| K. Date D. Marrero | —                                                                                    | —                       |                                                                                      |         |
| 2014  | —                                                                                  | —                                                                                  | —                                                                                    | —                                                                            | 1er tour (1/32) R. Hutchins \|\| style="text-align:left;" \| An. Rodionova M. Elgin  | —                       | —                                                                                    |         |
| 2015  | —                                                                                  | —                                                                                  | —                                                                                    | —                                                                            | 1er tour (1/32) M. Mirnyi \|\| style="text-align:left;" \| O. Savchuk O. Marach      | —                       | —                                                                                    |         |
| 2016  | —                                                                                  | —                                                                                  | —                                                                                    | —                                                                            | Victoire H. Kontinen                                                                 | A.L. Grönefeld R. Farah | —                                                                                    | —       |
| 2017  | —                                                                                  | —                                                                                  | —                                                                                    | —                                                                            | Finale H. Kontinen                                                                   | M. Hingis J. Murray     | 1er tour (1/16) H. Kontinen \|\| style="text-align:left;" \| G. Dabrowski R. Bopanna |         |
| 2018  | —                                                                                  | —                                                                                  | —                                                                                    | —                                                                            | 1/8 de finale H. Kontinen \|\| style="text-align:left;" \| Chan Y.-j. I. Dodig       | —                       | —                                                                                    |         |
| 2019  | —                                                                                  | —                                                                                  | —                                                                                    | —                                                                            | 2e tour (1/16) H. Kontinen \|\| style="text-align:left;" \| Zhang S. J. Peers        | —                       | —                                                                                    |         |
|       |                                                                                    |                                                                                    |                                                                                      |                                                                              |                                                                                      |                         |                                                                                      |         |
| 2021  | —                                                                                  | —                                                                                  | —                                                                                    | —                                                                            | 1er tour (1/32) H. Kontinen \|\| style="text-align:left;" \| H. Dart J. Salisbury    | —                       | —                                                                                    |         |
|       |                                                                                    |                                                                                    |                                                                                      |                                                                              |                                                                                      |                         |                                                                                      |         |
| 2023  | —                                                                                  | —                                                                                  | —                                                                                    | —                                                                            | 2e tour (1/8) J. Salisbury \|\| style="text-align:left;" \| Chan Y.-j. I. Dodig      | —                       | —                                                                                    |         |
| 2024  | 1/4 de finale J. Salisbury \|\| style="text-align:left;" \| D. Krawczyk N. Skupski | 2e tour (1/8) J. Salisbury \|\| style="text-align:left;" \| D. Krawczyk N. Skupski | 2e tour (1/8) J. Salisbury \|\| style="text-align:left;" \| Hsieh S.-w. J. Zieliński | —                                                                            | —                                                                                    |                         |                                                                                      |         |
| 2025  | —                                                                                  | —                                                                                  | —                                                                                    | —                                                                            | 1er tour (1/16) J. Cash \|\| style="text-align:left;" \| S. Errani A. Vavassori      | —                       | —                                                                                    |         |

N.B. : le nom du partenaire se trouve sous le résultat ; les noms des ultimes adversaires se trouvent à droite.

## Parcours en «Premier» et WTA 1000
Les tournois WTA « Premier Mandatory » et « Premier 5 » (entre 2009 et 2020) et WTA 1000 (à partir de 2021) constituent les catégories d'épreuves les plus prestigieuses, après les quatre levées du Grand Chelem.

### En simple dames
| Année |       |                 |                            |                                 |                                |                                 |                                  |                            |                          |                              |  |                             |
| Doha  | Dubaï | Indian Wells    | Miami                      | Madrid                          | Rome                           | Canada                          | Cincinnati                       | Pékin                      |                          | Tokyo                        |  |                             |
| Doha  | Dubaï | Indian Wells    | Miami                      | Madrid                          | Rome                           | Canada                          | Cincinnati                       | Pékin                      | Wuhan                    |                              |  |                             |
| Doha  | Dubaï | Indian Wells    | Miami                      | Madrid                          | Rome                           | Canada                          | Cincinnati                       | Pékin                      | Guadalajara              |                              |  |                             |
| 2010  |       | Hors calendrier |                            |                                 | 1er tour (1/64) T. Pironkova   |                                 |                                  |                            |                          |                              |  |                             |
| 2011  |       | WTA 500         |                            |                                 | 1er tour (1/64) A. Morita      |                                 |                                  |                            |                          |                              |  |                             |
| 2012  |       |                 | WTA 500                    |                                 | 3e tour (1/16) V. Azarenka     |                                 |                                  |                            |                          |                              |  | 2e tour (1/16) M. Sharapova |
| 2013  |       |                 | WTA 500                    | 1er tour (1/64) I-C. Begu       | 1er tour (1/64) A. Morita      |                                 |                                  |                            |                          | 1er tour (1/32) V. Lepchenko |  |                             |
| 2014  |       |                 | WTA 500                    | 2e tour (1/32) A. Radwańska     | 1er tour (1/64) V. Razzano     |                                 |                                  | 3e tour (1/8) V. Azarenka  | 1er tour (1/32) Zhang S. | 1er tour (1/32) V. Williams  |  | 1er tour (1/32) S. Errani   |
| 2015  |       | WTA 500         | 1er tour (1/32) K. Kozlova | 4e tour (1/8) C. Suárez Navarro | 2e tour (1/32) A. Kerber       | 1er tour (1/32) M. Duque Mariño | 2e tour (1/16) C. Suárez Navarro | 2e tour (1/16) A. Petkovic |                          |                              |  | 1er tour (1/32) J. Janković |
| 2016  |       |                 | WTA 500                    | 2e tour (1/32) M. Niculescu     | 4e tour (1/8) S. Halep         | 1er tour (1/32) D. Gavrilova    | 2e tour (1/16) B. Strýcová       | 1er tour (1/32) S. Stosur  |                          |                              |  | 1er tour (1/32) M. Brengle  |
| 2017  |       | WTA 500         |                            | 2e tour (1/32) J. Konta         | 1er tour (1/64) P.M. Țig       |                                 |                                  | 1er tour (1/32) N. Osaka   |                          |                              |  |                             |
| 2018  |       |                 | WTA 500                    | 1er tour (1/64) V. Azarenka     | 1er tour (1/64) B. Haddad Maia |                                 |                                  |                            |                          |                              |  |                             |
| 2020  |       |                 | WTA 500                    | Annulé                          | Annulé                         | Annulé                          |                                  | Annulé                     | 1er tour (1/32) B. Pera  | Annulé                       |  | Annulé                      |
|       |       | WTA 1000        |                            |                                 |                                |                                 |                                  |                            |                          |                              |  |                             |
| 2021  |       | WTA 500         |                            | 1er tour (1/64) S. Stephens     | 1er tour (1/64) N. Stojanović  |                                 |                                  |                            | 2e tour (1/16) A. Barty  | Annulé                       |  | Annulé                      |
| 2022  |       |                 | WTA 500                    | 1er tour (1/64) T. Martincová   | 3e tour (1/16) B. Bencic       |                                 |                                  |                            |                          | Hors calendrier              |  |                             |

Sous le résultat, l’ultime adversaire.
1. 1 2   Les tournois de Doha et Dubaï alternent le statut de tournoi WTA 1000 (ex Premier 5) entre 2009 et 2023 : les trois premières éditions ont lieu à Dubaï, les trois suivantes à Doha, puis Dubaï accueille le tournoi de cette catégorie les années impaires et Dubaï les années paires. De 2011 à 2023, la ville qui n’accueille pas de WTA 1000 organise à la place un tournoi WTA 500 (ex Premier).
2. 1 2 3 4 5 6 7 8   L’ordre de déroulement des tournois a évolué depuis 2009 : Rome se dispute avant Madrid et Cincinnati avant Montréal/Toronto jusqu’en 2010, tandis que Tokyo (2009-2013)-Wuhan (2014-2019, 2024-)-Guadalajara (2022-2023) ont lieu avant Pékin jusqu’en 2023.
3. 1 2 3 4 5 6 7 8  Du fait de la pandémie de Covid-19, les tournois d’Indian Wells, de Miami, de Madrid, du Canada, de Wuhan et de Pékin sont annulés en 2020. Ces deux derniers le sont également en 2021. Pour des raisons d’organisation, le tournoi de Cincinnati 2020 a exceptionnellement lieu à Flushing Meadows à New York.
4. ↑  Le 1er décembre 2021, le président de la WTA, Steve Simon, annonce que tous les tournois prévus en Chine et à Hong Kong sont suspendus à partir de 2022, en raison de préoccupations concernant la sécurité et le bien-être de la joueuse de tennis chinoise Peng Shuai après ses allégations de relations sexuelles non-consenties avec Zhang Gaoli, membre de haut rang du Parti communiste chinois. Le tournoi de Pékin revient en 2023. Le tournoi de Guadalajara remplace celui de Wuhan pendant deux ans, ce dernier réapparaissant en 2024.

## Parcours aux Jeux olympiques

### En simple dames
| # | Date       | Nom de l'olympiade                  | Surface      | Résultat        | Ultime adversaire  | Score         |          |
| - | ---------- | ----------------------------------- | ------------ | --------------- | ------------------ | ------------- | -------- |
| 1 | 28/07/2012 | Olympic Tennis Event Londres        | Gazon (ext.) | 2e tour (1/16)  | Maria Kirilenko    | 6-3, 6-2      | Parcours |
| 2 | 06/08/2016 | Olympic Tennis Event Rio de Janeiro | Dur (ext.)   | 2e tour (1/16)  | Elina Svitolina    | 6-3, 1-6, 6-3 | Parcours |
| 3 | 31/07/2021 | Olympic Tennis Event Tokyo          | Dur (ext.)   | 1er tour (1/32) | Anna-Lena Friedsam | 7-65, 6-3     | Parcours |

### En double dames
| # | Date       | Nom de l'olympiade                  | Surface             | Résultat        | Partenaire    | Ultimes adversaires             | Score         |          |
| - | ---------- | ----------------------------------- | ------------------- | --------------- | ------------- | ------------------------------- | ------------- | -------- |
| 1 | 28/07/2012 | Olympic Tennis Event Londres        | Gazon (ext.)        | 1er tour (1/16) | Laura Robson  | Angelique Kerber Sabine Lisicki | 1-6, 6-4, 6-3 | Parcours |
| 2 | 06/08/2016 | Olympic Tennis Event Rio de Janeiro | Dur (ext.)          | 2e tour (1/8)   | Johanna Konta | Chan Hao-ching Chan Yung-jan    | 3-6, 6-0, 6-4 | Parcours |
| 3 | 27/07/2024 | Olympic Tennis Event Paris          | Terre battue (ext.) | 1/4 de finale   | Katie Boulter | Sara Errani Jasmine Paolini     | 6-3, 6-1      | Parcours |

### En double mixte
| # | Date       | Nom de l'olympiade                  | Surface             | Résultat       | Partenaire    | Ultimes adversaires                      | Score            |          |
| - | ---------- | ----------------------------------- | ------------------- | -------------- | ------------- | ---------------------------------------- | ---------------- | -------- |
| 1 | 06/08/2016 | Olympic Tennis Event Rio de Janeiro | Dur (ext.)          | 1/4 de finale  | Andy Murray   | Sania Mirza Rohan Bopanna                | 6-4, 6-4         | Parcours |
| 2 | 27/07/2024 | Olympic Tennis Event Paris          | Terre battue (ext.) | 1er tour (1/8) | Joe Salisbury | Gabriela Dabrowski Félix Auger-Aliassime | 7-5, 4-6, [10-3] | Parcours |

## Parcours en Fed Cup
| #                                                                       | Date       | Lieu      | Surface      | Gagnante(s)                   | Perdante(s)                   | Score     |          |
| ----------------------------------------------------------------------- | ---------- | --------- | ------------ | ----------------------------- | ----------------------------- | --------- | -------- |
|                                                                         |            |           |              |                               |                               |           |          |
| 2012 - Barrage (groupe mondial II) - Suède - Grande-Bretagne - 4 : 1    |            |           |              |                               |                               |           |          |
| 1                                                                       | 21/04/2012 | Borås     | Dur (int.)   | Elena Baltacha Heather Watson | Ellen Allgurin Hilda Melander | 7-63, 6-1 | Parcours |
|                                                                         |            |           |              |                               |                               |           |          |
| 2017 - Barrage (groupe mondial II) - Roumanie - Grande-Bretagne - 3 : 2 |            |           |              |                               |                               |           |          |
| 2                                                                       | 22/04/2017 | Constanța | Terre (ext.) | Simona Halep                  | Heather Watson                | 6-4, 6-1  | Parcours |
| 2                                                                       | 22/04/2017 | Constanța | Terre (ext.) | Irina-Camelia Begu            | Heather Watson                | 6-4, 7-5  | Parcours |

## Classements WTA en fin de saison
| Année          | 2009 | 2010 | 2011 | 2012 | 2013 | 2014 | 2015 | 2016 | 2017 | 2018 | 2019 | 2020 | 2021 | 2022 | 2023 | 2024 |
| Rang en simple | 588  | 176  | 92   | 49   | 119  | 50   | 54   | 77   | 74   | 101  | 92   | 59   | 73   | 133  | 169  | 140  |
| Rang en double | 589  | 254  | 172  | 52   | 135  | 131  | 102  | 72   | 123  | 50   | 113  | 163  | 112  | 115  | 88   | 57   |

Source : (en) Classements de Heather Watson sur le site officiel de la Fédération internationale de tennis

## Records et statistiques

### Victoires sur le top 10
Toutes ses victoires sur des joueuses classées dans le top 10 de la WTA lors de la rencontre.
| Légende             |
| ------------------- |
| Grand Chelem        |
| Premier* / WTA 1000 |
| Premier / WTA 500   |
| WTA 250             |
| Fed Cup             |

| # | Rang   |  | Tournoi      | Année | Surface |  | Adversaire          | Rang | Tour | Score    | Tableau |
| - | ------ |  | ------------ | ----- | ------- |  | ------------------- | ---- | ---- | -------- | ------- |
| 1 | no 43  |  | Indian Wells | 2015  | Dur     |  | Agnieszka Radwańska | no 8 | 1/16 | 6-4, 6-4 | Tableau |
| 2 | no 126 |  | Eastbourne   | 2017  | Gazon   |  | Dominika Cibulková  | no 9 | 1/16 | 7-5, 6-4 | Tableau |